# جغرافيا القارة القطبية الجنوبية
جغرافيا انتاركتيكا تغلب عليها المنطقة القطبية وبالطبع الجليد. القارة الانتاركتيكية تقع في النصف الجنوبي للكرة الأرضية محيطة القطب الجنوبي والدائرة القطبية الجنوبية. القارة محاطة بمياه المحيط المتجمد الجنوبي والمحيط الهندي والمحيط الأطلسي والمحيط الهادي. بمساحة 14 مليون كم مربع تاتي خامسة في ترتيب القارات وهي أكبر ب 1.3 مرة من أوروبا. 98% من انتاركتيكا مغطى بالجليد وهي أكبر قطعة جليدية وأكبر مصدر للماء الشروب في الكرة الأرضية. عمق الجليد حوالي 1.6 كلم وبما ان الجليد متكتل جيدا حيث يصل أحيانا إلى 2.5 كلم عمقا. يمكن لهذا الجليد ان يحتوي على ماء سائل كنهر فوستوك.
فيزيائيا، تقسم أنتاركتيكا بواسطة الجبال القريبة بين بحر روس وبحر ويديل. أنتاركتيكا الغربية وأنتاركتيكاالشرقية وتتطابقان تقريبا مع شرق وغرب الكرة الأرضية بالنسبة إلى خط غرينتش. هذا الاستخدام قد يعتبر أوروبا من قبل البعض، ومصطلحات بديلة كأنتاركتيكا الصغرى والكبرى (على التوالي) في بعض الأحيان.
أنتاركتيكا الغربية تشمل صفيحة القطب الجنوبي الجليدية الغربية. كان هناك بعض القلق بشأن هذا الصفيحة الجليدية، لأن هناك فرصة صغيرة بانها ستنهار. إذا فعلت ذلك، سترتفع مستويات المحيطات بضعة أمتار في فترة قصيرة جدا من الزمن.

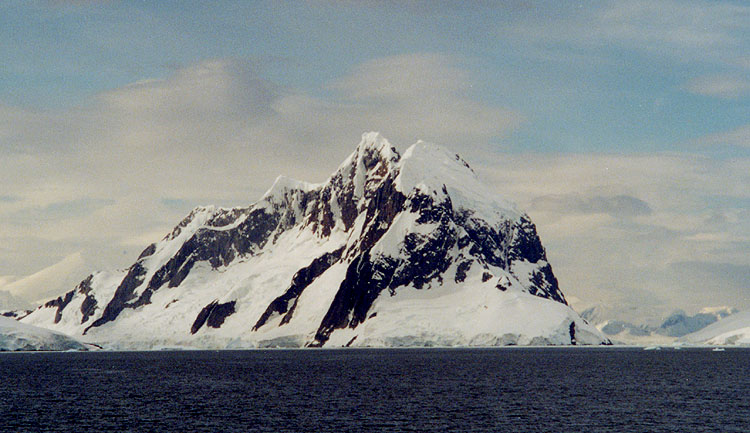
جزيرة بوث

## المناطق

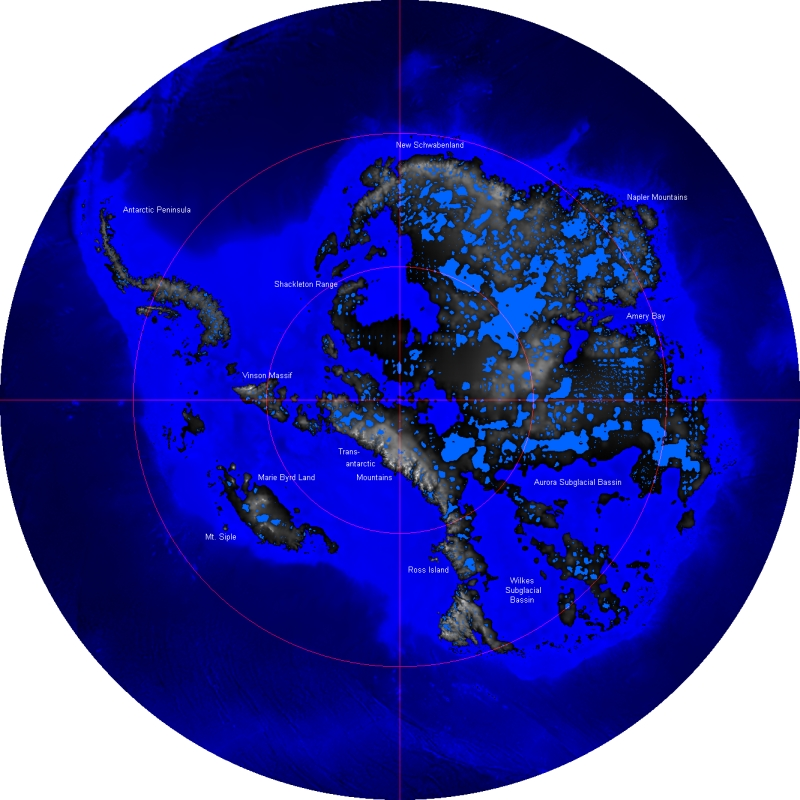
أنتاركتيكا بدون غطاء جليدي. لا تعتبر هذه الخريطة أن مستوى سطح البحر سيرتفع بسبب الجليد الذائب، ولا أن كتلة اليابسة سترتفع عدة مئات من الأمتار على مدى بضع عشرات الآلاف من السنين بعد أن لم يعد وزن الجليد يضغط على اليابسة.

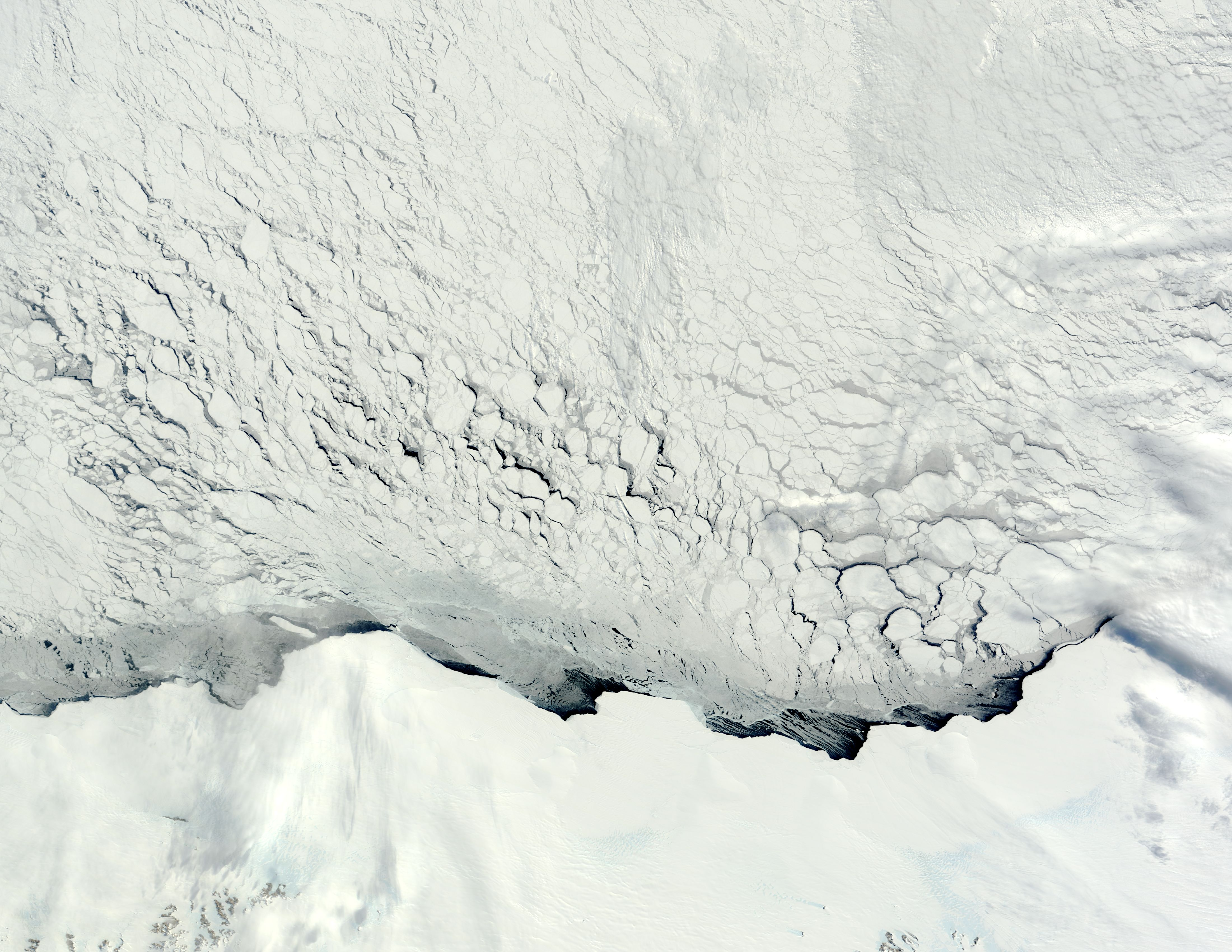
سواحل الأميرات أستريد وراجنهيلد

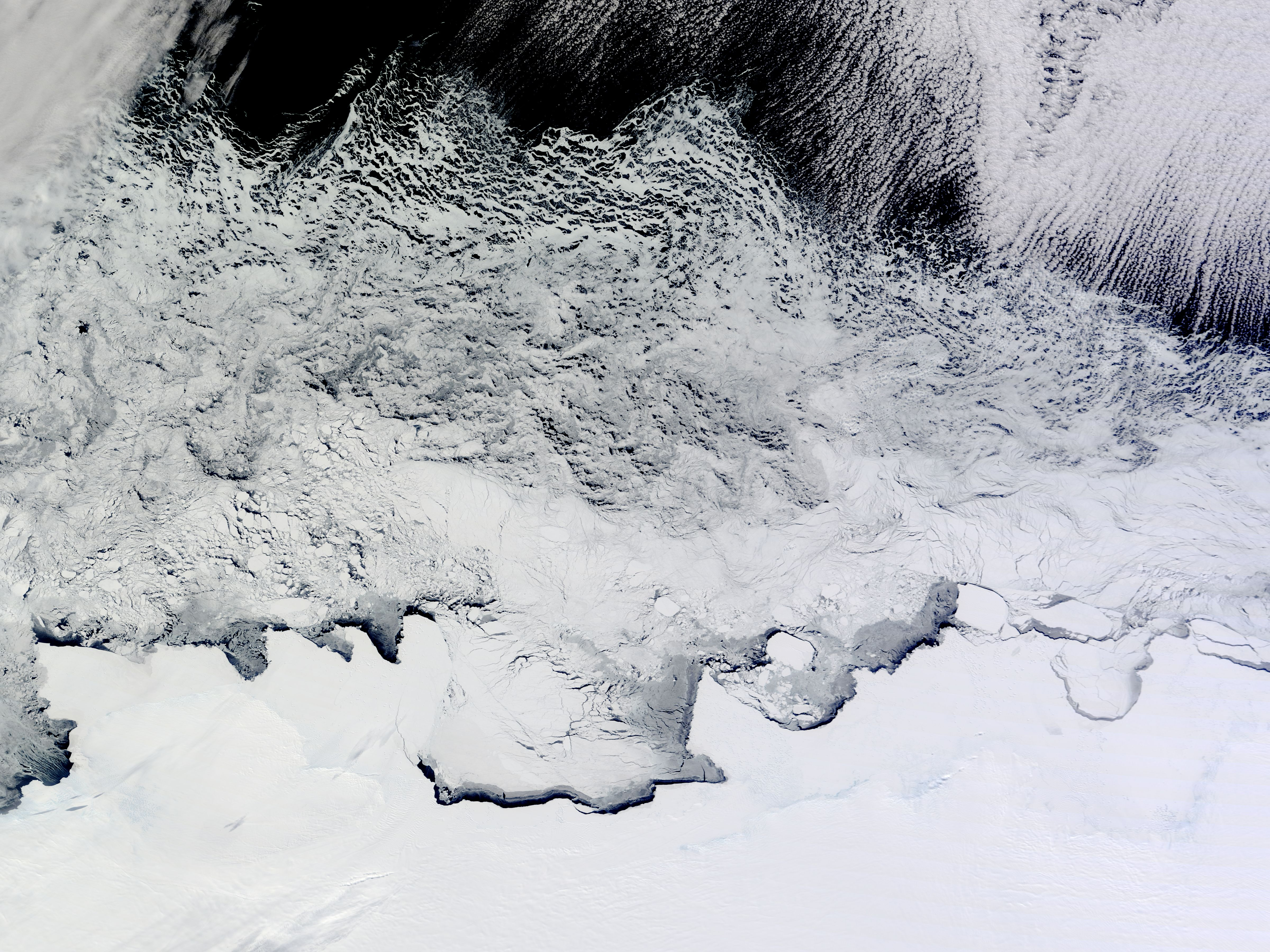
سواحل بانزار وسابرينا

ماديًا، القارة القطبية الجنوبية مقسمة إلى قسمين بواسطة سلسلة الجبال العابرة للقارة القطبية الجنوبية القريبة من العنق بين بحر روس وبحر ودل. يتوافق غرب أنتاركتيكا وشرق أنتاركتيكا تقريبًا مع نصفي الكرة الأرضية الشرقي والغربي بالنسبة إلى خط زوال غرينتش. وقد اعتبر البعض أن هذا الاستخدام هو مركزية أوروبية، ويفضل أحيانًا المصطلحات البديلة القارة القطبية الجنوبية الصغرى والقارة القطبية الجنوبية الكبرى (على التوالي).
تغطي القارة القطبية الجنوبية الصغرى الطبقة الجليدية في غرب أنتاركتيكا. كان هناك بعض القلق بشأن هذه الطبقة الجليدية، لأن هناك احتمال ضئيل بانهيارها. إذا حدث ذلك، فسترتفع مستويات المحيطات ببضعة أمتار في فترة زمنية قصيرة جدًا.

## البراكين
البراكين التي تحدث تحت الصفائح الجليدية الجليدية معروفة باسم «غلاسيفولكانية»، أو البراكين تحت الجليدية. يزعم مقال نشر في عام 2017 أن باحثين من جامعة إدنبره اكتشفوا مؤخرا 91 بركانا جديدا تحت الغطاء الجليدي في القطب الجنوبي، مما أضاف إلى البراكين ال 47 المعروفة بالفعل. وحتى اليوم، تم تحديد 138 بركانا محتملا في غرب أنتاركتيكا. وهناك معرفة محدودة عن براكين غرب أنتاركتيكا بسبب وجود الغطاء الجليدي لغرب أنتاركتيكا، الذي يغطي بكثافة نظام صدع غرب أنتاركتيكا - وهو مركز محتمل للنشاط البركاني. يجد الباحثون صعوبة في تحديد النشاط البركاني بشكل صحيح بسبب الغطاء الجليدي الشامل.
شرق القارة القطبية الجنوبية أكبر بكثير من غرب أنتاركتيكا، وبالمثل لا يزال غير مستكشف على نطاق واسع من حيث إمكاناته البركانية. في حين أن هناك بعض المؤشرات على وجود نشاط بركاني تحت الطبقة الجليدية في شرق أنتاركتيكا، لا يوجد قدر كبير من المعلومات الحالية حول هذا الموضوع.
يعد جبل إريبوس أحد أبرز المواقع في دراسة النشاط البركاني في القطب الجنوبي، حيث أنه الموقع البركاني في أقصى الجنوب تاريخيًا على هذا الكوكب.
جزيرة ديسبشن هي بركان نشط آخر في القطب الجنوبي. إنها واحدة من أكثر المناطق المحمية في القطب الجنوبي، نظرًا لموقعها بين جزر شيتلاند الجنوبية وشبه جزيرة أنتاركتيكا. نظرًا لكونه أكثر البراكين نشاطًا في شبه جزيرة أنتاركتيكا، فقد تمت دراسته عن كثب منذ اكتشافه الأول في عام 1820.
هناك أربعة براكين في البر الرئيسي للقارة القطبية الجنوبية تعتبر نشطة على أساس النشاط الفومارولي المرصود أو رواسب التيفرا «الحديثة»: جبل ملبورن (2,730 م) (74 ° 21 جنوبا، 164 ° 42'E.)، أ ستراتوفولكانو. جبل برلين (3500 م) (76 ° 03 جنوبا، 135 ° 52'W.)، بركان طبقي؛ جبل كوفمان (2,365 م) (75 ° 37 جنوبا، 132 ° 25'W.)، بركان طبقي؛ وجبل هامبتون (3325 م) (76 درجة 29 جنوبا، 125 درجة 48 درجة غربا)، كالديرا بركانية. جبل ريتمان (2600 م) (73.45 درجة جنوبا 165.5 درجة شرقا)، كالديرا بركانية.
العديد من البراكين في الجزر البحرية لديها سجلات للنشاط التاريخي. جبل إريبوس (3795 م)، بركان طبقي على جزيرة روس مع 10 ثورات بركانية معروفة وثوران واحد مشتبه به. على الجانب الآخر من القارة، كانت جزيرة ديسبشن (62 ° 57'S. 60 ° 38'W.)، وهي كالديرا بركانية مع 10 ثورات بركانية معروفة و 4 انفجارات مشتبه بها، هي الأكثر نشاطًا. جزيرة بوكلي في جزر باليني (66 ° 50 جنوبا، 163 ° 12 شرقا)، جزيرة بنجوين (62 ° 06 جنوبا، 57 ° 54 'غربا)، جزيرة بوليت (63 ° 35 جنوبا، 55 ° 47' غربا.)، وجزيرة ليندنبرج (64 ° 55'S. 59 ° 40'W.) نشطة أيضًا. في عام 2017، اكتشف باحثو جامعة إدنبرة 91 بركانًا تحت الماء تحت غرب أنتاركتيكا.

### البراكين الجليدية
تعريف البراكين الجليدية هو «تفاعلات الصهارة مع الجليد بجميع أشكاله، بما في ذلك الثلج والفرن وأي ماء ذائب.»  إنه يحدد مجالًا خاصًا من البراكين يتمحور بشكل خاص حول الجليد وذوبان الجليد. يبلغ عمر هذا المجال العلمي أقل من 100 عام، وبالتالي يقوم باستمرار باكتشافات جديدة. تتميز البراكين الجليدية بثلاثة أنواع من الانفجارات: الانفجارات تحت الجليدية، والبراكين فوق الجليدية، والبراكين الجليدية الهامشية.
تعتبر دراسة البراكين الجليدية أمرًا حيويًا لفهم تكوين الصفيحة الجليدية. كما أنها أداة قيمة للتنبؤ بالمخاطر البركانية، مثل خطر الرماد بعد ثوران إيافيالايوكل في أيسلندا.

### ماري بيرد لاند
تعد ماري بيرد لاند جزءًا كبيرًا بشكل لا يصدق من غرب أنتاركتيكا، وتتألف من المنطقة الواقعة أسفل شبه جزيرة أنتاركتيكا. أرض ماري بيرد عبارة عن تكوين كبير من الصخور البركانية، يتميز بـ 18 بركانًا مكشوفًا وتحت جليديًا. يغطي الغطاء الجليدي في القطب الجنوبي 16 بركانًا من أصل 18 بركانًا. لم يتم تسجيل أي ثورات بركانية من أي من البراكين في هذه المنطقة، ولكن يعتقد العلماء أن بعض البراكين قد تكون نشطة.

### نشاط
يناقش العلماء والباحثون ما إذا كانت البراكين الـ 138 التي تم تحديدها نشطة أم لا. من الصعب جدًا الجزم بشكل قاطع، نظرًا لأن العديد من هذه الهياكل البركانية مدفونة تحت عدة كيلومترات من الجليد. ومع ذلك، فإن طبقات الرماد داخل الصفيحة الجليدية الغربية للقارة القطبية الجنوبية،  وكذلك التشوهات في سطح الجليد  تشير إلى أن نظام صدع غرب أنتاركتيكا يمكن أن يكون نشطًا ويحتوي على براكين متفجرة. بالإضافة إلى ذلك، يشير النشاط الزلزالي في المنطقة إلى حركة الصهارة تحت القشرة، وهي علامة على النشاط البركاني. على الرغم من ذلك، لا يوجد دليل قاطع على وجود براكين نشطة حاليًا.
غالبًا ما تتميز البراكين تحت الجليدية بذوبان الجليد والمياه تحت الجليدية. على الرغم من وجود مصادر أخرى للمياه تحت الجليدية، مثل الحرارة الجوفية، إلا أنها دائمًا ما تكون حالة من البراكين. لا يزال العلماء غير متأكدين من وجود المياه تحت الصفيحة الجليدية في غرب أنتاركتيكا، حيث يزعم البعض أنهم عثروا على أدلة تشير إلى وجودها.
| جغرافيا القارة القطبية الجنوبية                  | جغرافيا القارة القطبية الجنوبية    |
| ------------------------------------------------ | ---------------------------------- |
| خريطة انتاركتيكا                                 |                                    |
| القارة                                           | أنتاركتيكا                         |
| الاحداثيات                                       | 80°S 90°E / 80°S 90°E              |
| المياه - Total -                                 | 14,000,000 km² 0 km²               |
| السواحل                                          | 17,968 km                          |
| حدود برية                                        | 0 km                               |
| أعلى نقطة                                        | فينسون ماسيف، 4,897 m              |
| ادنى نقطة                                        | خندق بنتلي تحت الجليدي ‏, -2,555 m  |
| أطول نهر                                         | نهر اونيكس                         |
| أكبر مسطح مائي داخلي                             |                                    |
| استغلال الاراضي - Arable land - دائمة -أراضي اخر | 0 % 0 % 100 % (2005 est.)          |
| مناخ:                                            | مناخ قطبي                          |
| نوعية الأرض:                                     | جليد وبعض من الصخر                 |
| موارد طبيعية                                     | قريدس البحر وسمك وسرطان (حيوان)    |
| ظواهر طبيعية                                     | بركان وريح وزوبعة وضباب            |
| حالات بيئية                                      | أوزونوسفير وارتفاع مستوى سطح البحر |

### شروط التكوين
في أرض ماري بيرد في غرب أنتاركتيكا، تتكون البراكين عادة من الحمم القلوية والبازلتية. في بعض الأحيان، تكون البراكين بازلتية بالكامل في التكوين. بسبب التشابه الجغرافي لأرض ماري بيرد، يُعتقد أن البراكين في نظام غرب إفريقيا المتصدع تتكون أيضًا من البازلت.
البراكين البازلتية فوق الجليد، والمعروفة أيضًا باسم البراكين البازلتية تحت السطحية، تتشكل عمومًا في أشكال مخروطية طويلة وعريضة. نظرًا لتكوينها من التراكم المتكرر للصهارة السائلة التي يتم الحصول عليها من المركز، فإنها تنتشر على نطاق واسع وتنمو لأعلى ببطء نسبيًا. ومع ذلك، تتشكل براكين غرب أنتاركتيكا تحت الصفائح الجليدية، وبالتالي يتم تصنيفها على أنها براكين تحت جليدية. البراكين تحت الجليدية أحادية الجين هي هياكل أضيق بكثير وأكثر انحدارًا ومسطحة. تمتلك البراكين متعددة الجينات تحت الجليدية مجموعة متنوعة من الأشكال والأحجام نظرًا لكونها تتكون من العديد من الانفجارات البركانية المختلفة. في كثير من الأحيان، تبدو مخروطية الشكل، مثل البراكين الطبقية.

### المخاطر

#### الرماد الخطير
تمت دراسة القليل حول الآثار المترتبة على الرماد البركاني من الانفجارات داخل الدائرة القطبية الجنوبية. من المحتمل أن يتسبب ثوران بركاني عند خطوط العرض المنخفضة في مخاطر صحية وطيران عالمية بسبب توزيع الرماد. يعمل دوران الهواء في اتجاه عقارب الساعة حول نظام الضغط المنخفض في القطب الجنوبي على دفع الهواء إلى الأعلى، مما يؤدي افتراضيًا إلى إرسال الرماد إلى أعلى باتجاه التيارات النفاثة الستراتوسفيرية، وبالتالي يتم تشتيته بسرعة في جميع أنحاء العالم.

#### ذوبان الجليد
في الآونة الأخيرة، في عام 2017، وجدت دراسة أدلة على النشاط البركاني تحت الجليدي داخل الصفيحة الجليدية غرب أنتاركتيكا. يشكل هذا النشاط تهديدًا لاستقرار الغطاء الجليدي، حيث يؤدي النشاط البركاني إلى زيادة الذوبان. يمكن أن يؤدي هذا إلى غرق الصفيحة الجليدية في غرب أنتاركتيكا في حلقة ردود فعل إيجابية لارتفاع درجات الحرارة وزيادة الذوبان.

## وديان
هناك ثلاثة وديان شاسعة تمتد لمئات الكيلومترات، وتخترق الجبال الشاهقة. لا يمكن رؤية أي من الأخاديد على سطح القارة المغطاة بالثلوج لأنها مدفونة تحت مئات الأمتار من الجليد. أكبر الوديان يسمى مؤسسة الحوض الصغير ويبلغ طوله أكثر من 350 كم وعرضه 35 كم. يبلغ طول حوض باتوكسنت أكثر من 300 كيلومتر وعرضه أكثر من 15 كيلومترًا، بينما يبلغ طول حوض أوفست ريفت 150 كيلومترًا وعرضه 30 كيلومترًا. تقع هذه الأحواض الثلاثة تحت ما يسمى بـ «الفجوة الجليدية» وتعبرها - سلسلة التلال الجليدية العالية التي تمتد على طول الطريق من القطب الجنوبي باتجاه ساحل غرب أنتاركتيكا.

## غرب القارة القطبية الجنوبية

غرب القارة القطبية الجنوبية على اليسار.

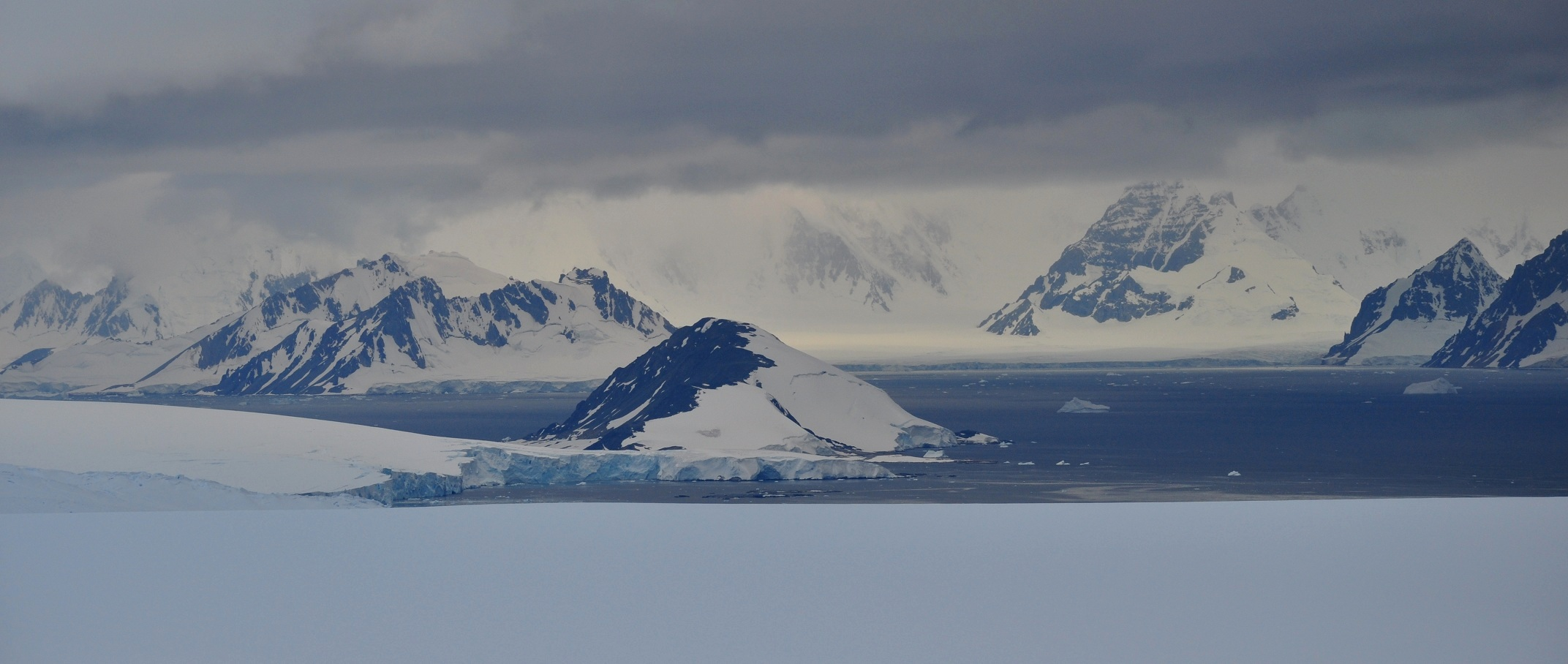
مناظر طبيعية نموذجية لمنطقة شبه جزيرة أنتاركتيكا، مع المضايق والجبال الساحلية العالية والجزر. اضغط على الصورة للحصول على التفاصيل الجغرافية.

غرب أنتاركتيكا هو الجزء الأصغر من القارة، (50 درجة - 180 درجة غربًا)، مقسم إلى:

### المناطق
- شبه جزيرة القطب الجنوبي (55 درجة - 75 درجة غربًا)
  - جراهام لاند
  - بالمر لاند
- كوين اليزابيث لاند (20 درجة غربا - 80 درجة غربا)
- إلسورث لاند (79 ° 45 '- 103 ° 24'W)
  - الساحل الإنجليزي
  - ساحل بريان
  - ساحل الثمانينات
- ماري بيرد لاند (103 درجة 24 دقيقة - 158 درجة غربًا)
  - ساحل والجرين
  - ساحل باكوتيس
  - ساحل هوبس
  - ساحل روبرت
  - ساحل سوندرز
- أرض الملك إدوارد السابع (166 درجة شرقا - 155 درجة غربا)
  - ساحل شيراز

### البحار
- بحر سكوتيا (26 درجة 30 دقيقة - 65 درجة غربًا)
- بحر ويدل (57 درجة 18 دقيقة - 102 درجة 20 درجة غربًا)
- بحر بيلينغسهاوزن (57 درجة 18 دقيقة - 102 درجة 20 درجة غربًا)
- بحر أموندسن (102 درجة 20 درجة - 126 درجة غربًا)

### رفوف الجليد
أرفف الجليد الأكبر حجمًا هي:
- رف الجليد فيلشنر رون (30 ° - 83 ° W)
- رف لارسن الجليدي
- رف أبوت الجليدي (89 درجة 35 دقيقة - 103 درجة غربًا)
- رف ثلجي Getz (114 ° 30 '- 136 ° W)
- الجرف الجليدي سولزبيرجر
- رصيف روس الجليدي (166 درجة شرقا - 155 درجة غربا)

لجميع الأرفف الجليدية، انظر قائمة الأرفف الجليدية في القطب الجنوبي.

### جزر
للحصول على قائمة بجميع جزر أنتاركتيكا، انظر قائمة جزر أنتاركتيكا وجزر أنتاركتيكا الفرعية.

## شرق القارة القطبية الجنوبية

شرق القارة القطبية الجنوبية على اليمين.

شرق القارة القطبية الجنوبية هي الجزء الأكبر من القارة، (50 ° W - 180 ° E)، كل من القطب المغناطيسي الجنوبي والجغرافي القطب الجنوبي وتقع هنا. مقسمة إلى:

### المناطق
- كوتس لاند (20 ° - 36 ° W)
- كوين مود لاند (20 درجة غربا - 45 درجة شرقا)
  - ساحل الأميرة مارثا
  - برنسيس أستريد كوست
  - ساحل الأميرة راجنهيلد
  - ساحل الأمير هارالد
  - ساحل الأمير أولاف
- إندربي لاند (44 ° 38 '- 56 ° 25'E)
- كيمب لاند (56 ° 25 '- 59 ° 34'E)
- ماك. روبرتسون لاند (59 ° 34 '- 73 ° شرقا)
- أرض الأميرة إليزابيث (73 درجة - 87 درجة 43'E)
- أرض فيلهلم الثاني (87 ° 43 '- 91 ° 54'E)
- كوين ماري لاند (91 ° 54 '- 100 ° 30'E)
- ويلكس لاند (100 ° 31 '- 136 ° 11'E)
- أرض أديلي (136 ° 11 ′ - 142 ° 02′E)
- جورج الخامس لاند (142 ° 02 '- 153 ° 45'E)
  - ساحل جورج الخامس
  - خندق زيلي تحت الجليدي
- أرض أوتس (153 درجة 45 دقيقة - 160 درجة شرقا)
- فيكتوريا لاند (70 درجة 30 دقيقة - 78 درجة جنوباً)

### البحار
- بحر ويدل (57 درجة 18 دقيقة - 102 درجة 20 درجة غربًا)
- بحر الملك هاكون السابع (20 درجة غربا - 45 درجة شرقا)
- بحر ديفيس (82 درجة - 96 درجة شرقا)
- بحر موسون (95 درجة 45 دقيقة - 113 درجة شرقاً)
- بحر دورفيل (140 درجة شرقا)
- بحر روس (166 درجة شرقا - 155 درجة غربا)
- بحر بيلينغسهاوزن (57 درجة 18 دقيقة - 102 درجة 20 درجة غربًا)
- بحر سكوتيا (26 درجة 30 دقيقة - 65 درجة غربًا)

### رفوف الجليد
أرفف الجليد الأكبر حجمًا هي:
- الجرف الجليدي ريزر لارسن
- الجرف الجليدي إكستروم
- الجرف الجليدي العامري
- الجرف الغربي للجليد
- رف شاكلتون الجليدي
- جرف فوييكوف الجليدي

لجميع الأرفف الجليدية، انظر قائمة الأرفف الجليدية في القطب الجنوبي.

### جزر
للحصول على قائمة بجميع جزر أنتاركتيكا، انظر قائمة جزر أنتاركتيكا وجزر أنتاركتيكا الفرعية.

## مطالبات الأراضي الإقليمية
قدمت سبع دول مطالبات إقليمية رسمية في القارة القطبية الجنوبية.

## التبعيات والأقاليم
- جزيرة بوفيت
- الأراضي الفرنسية الجنوبية وأنتاركتيكا
- جزر هيرد وماكدونالد
- جورجيا الجنوبية وجزر ساندويتش الجنوبية
- جزيرة بيتر الأول

## وصلات خارجية
- Political Claims Map
- USGS TerraWeb: Satellite Image Map of Antarctica نسخة محفوظة 1 مارس 2005 على موقع واي باك مشين.
- United States Antarctic Resource Center (USARC)
- BEDMAP
- Antarctic Digital Database (Topographic data for Antarctica, including web map browser)
- Landsat Image Mosaic of Antarctica (LIMA; USGS web pages)
- Landsat Image Mosaic of Antarctica (LIMA; NASA web pages)